# Kanagawa-ku (Yokohama)
Kanagawa-ku (神奈川区?) es uno de los 18 distritos administrativos que conforman la ciudad de Yokohama, la capital de la prefectura de Kanagawa, Japón. Tenía una población estimada de 246 116 habitantes el 1 de septiembre de 2020 y una densidad de población de 10 376 personas por km².

## Geografía
Kanagawa-ku está localizado en la parte oriental de la prefectura de Kanagawa, y al noreste del centro geográfico de la ciudad de Yokohama. Limita con los barrios de Tsurumi, Nishi, Midori, Kōhoku y Hodogaya.

## Economía
Kanagawa-ku es un centro comercial regional y una ciudad dormitorio para el centro de Yokohama y Tokio. La zona costera es parte de la zona industrial de Keihin, y es la región más industrializada dentro de Yokohama. Las fábricas principales son operadas por Nissan, JVC, Nippon Petroleum, Nippon Flour Mills, Showa Denko, Asahi Glass Co. Mazda tiene un centro de investigación y desarrollo en Kanagawa-ku.

## Demografía
Según los datos del censo japonés, la población de Kanagawa-ku ha crecido fuertemente en los últimos 40 años.
| 201,794                                    | 201,062 | 205,510 | 206,158 | 210,724 | 221,845 | 233,429 | 238,966 | 243,416 | 244,838 |
| (Fuente: Oficina de Estadísticas de Japón) |         |         |         |         |         |         |         |         |         |